# Torre Vieja (San Clemente)
La Torre Vieja es la construcción más antigua de San Clemente, en la provincia de Cuenca, declarado Conjunto Histórico-Artístico en 1980.
Construida en el siglo XV, anterior a 1445, por orden de Hernán González del Castillo, corregidor de Ávila, durante el reinado de Juan II y bisnieto y familiar directo de Clemente Pérez de Rus, fundador de la villa.

## Descripción arquitectónica
Su estilo más relevante es el gótico del siglo XV.
Es una torre de planta cuadrada que está exenta en tres de sus lados. Consta de dos cuerpos separados por una imposta y escalonados. El primero con tres plantas con ventanas ojivales pareadas; y el segundo, de una planta, con ventana de arco de medio punto solamente en una de sus caras. Remate con almenas y gárgolas, una por cada cara. Cubierta a cuatro aguas rematada con una cruz de hierro.
Esta torre es la edificación más antigua del pueblo. Por su ubicación y altura, su utilización debió ser, más que para un uso estrictamente militar, a una estructura de vigilancia de los terrenos situados alrededor de la villa.
Según los archivos de la localidad, Isabel la Católica se aposentó aquí en su visita a San Clemente, y fue en esos momentos cuando mandó el decreto de establecer el mercado los jueves de cada semana en San Clemente.

## Actualidad
En la actualidad, la torre ha sido restaurada, utilizándo en ella la Oficina de Turismo municipal y, desde 1998, el Museo Etnográfico de Labranza, en donde se pueden ver: artesanía popular, utensilios de cocina como los usados para fabricar el queso, la tradicional matanza o el horno de pan, piezas en desuso como carburos, candiles, etc., diversos útiles de agricultura como tijeras de podar, hoces, maquinaria antigua, aperos y aparejos de animales utilizados en trabajos del campo, una aventadora manual de madera, etc., antiguas romanas, juegos de pesas y medidas, y un apartado de fabricación del vino. Desde la planta mirador se puede contemplar unas bellas panorámicas del pueblo y sus alrededores.

## Fotografías

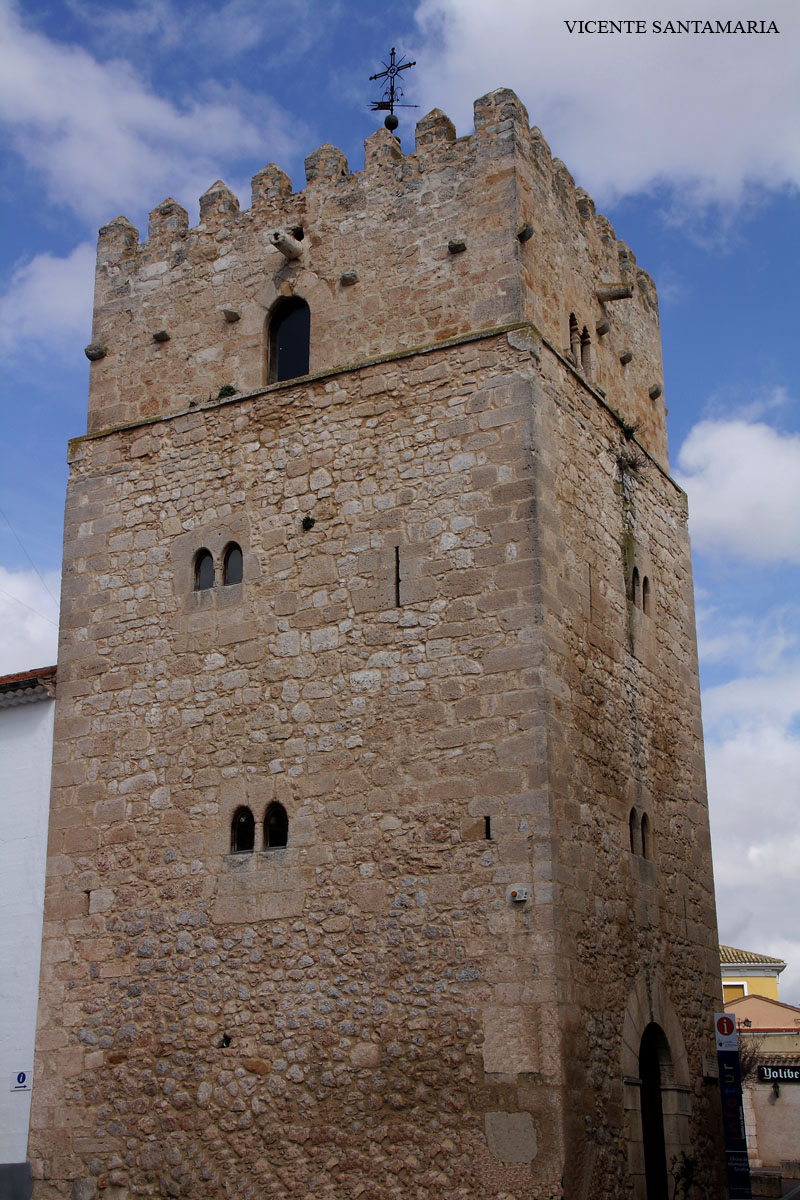
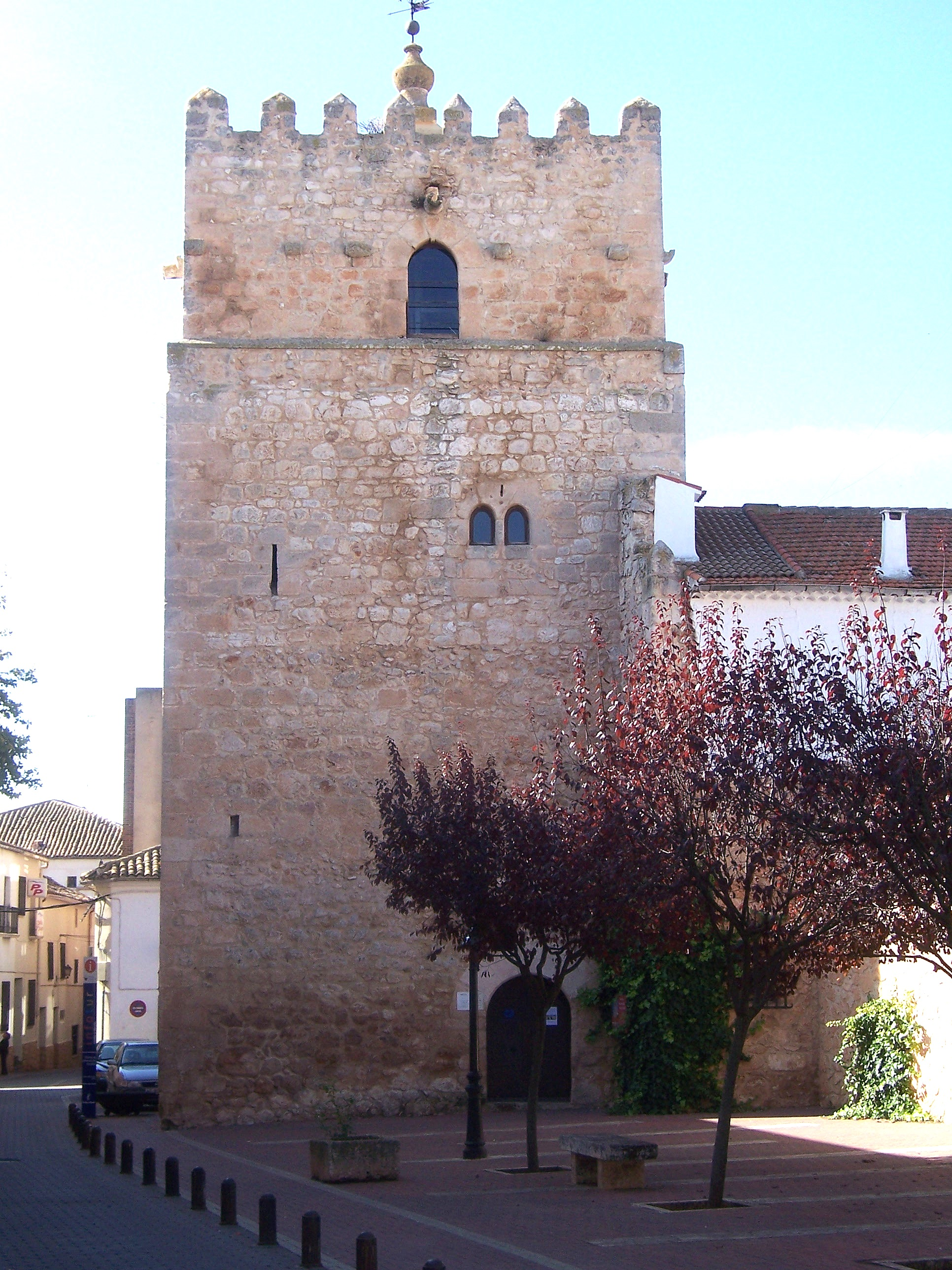